# ارناردو گومز

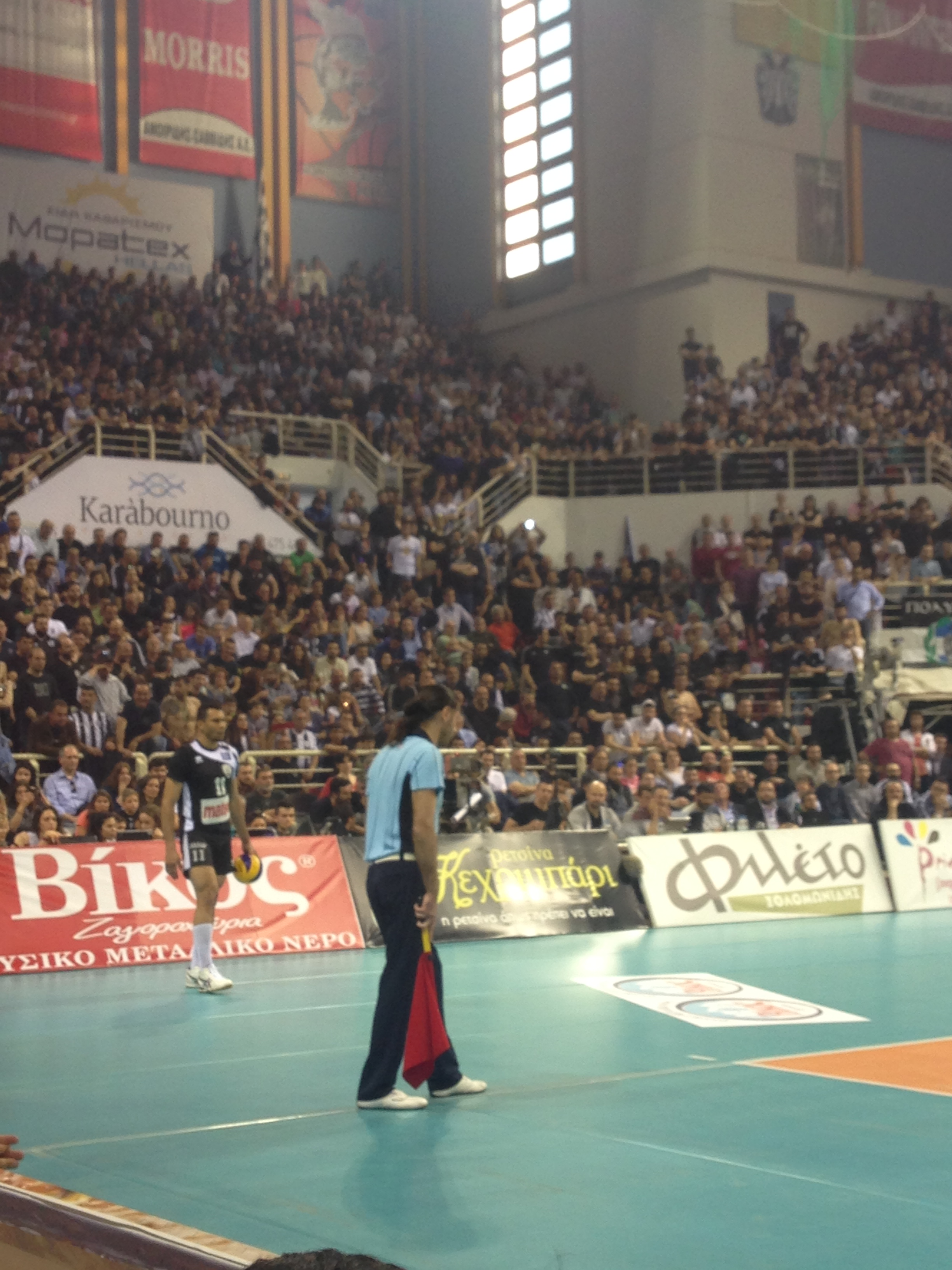
ارناردو گومز (گوشه چپ تصویر) - ۲۰۱۵

ارناردو هری آندرس گومز کاناس (انگلیسی: Ernardo ("Harry") Andrés Gómez Cañas) (زاده ۳۰ ژوئیه ۱۹۸۲) بازیکن والیبال اهل ونزوئلا است. او سابقه عضویت در تیم‌های بولیوار، اولبرا، المپیاکوس پیرئوس، پاناتینایکوس، تویوتا گوسی و فنرباغچه را در کارنامه خود دارد.